# Viola epipsila
Espèce
Synonymes
- Viola palustris var. epipsila (Ledeb.) Maxim.[1]

Viola epipsila est une espèce de plantes à fleurs de la famille des Violaceae. Elle a une distribution circumpolaire et se développe préférentiellement dans les forêts humides. Elle ressemble à la violette des marais, mais est plus grande et se trouve plus au nord.

## Liste des sous-espèces
Selon Catalogue of Life (4 décembre 2019) :
- sous-espèce Viola epipsila subsp. epipsila
- sous-espèce Viola epipsila subsp. palustroides
- variété Viola epipsila var. repens

Selon NCBI (4 décembre 2019) :
- sous-espèce Viola epipsila subsp. epipsila
- sous-espèce Viola epipsila subsp. repens W.Becker

Selon Tropicos (4 décembre 2019) (Attention liste brute contenant possiblement des synonymes) :
- sous-espèce Viola epipsila subsp. palustroides W. Becker
- sous-espèce Viola epipsila subsp. repens W. Becker
- variété Viola epipsila var. repens (W. Becker) R.J. Little